# Благие намерения (фильм, 1992)
«Благие намерения» (швед. Den goda viljan, англ. The Best Intentions — в международном прокате) — драматический фильм 1992 года датского режиссёра Билле Аугуста по сценарию Ингмара Бергмана. Призёр Каннского кинофестиваля 1992 года. Лента является укороченной версией одноимённого четырёхсерийного телесериала того же режиссёра, вышедшего на шведском телевидении годом раньше.

## Сюжет
Теглайн: In 1983 after completing the Oscar winning «Fanny And Alexander», Ingmar Bergman retired from international cinema. Now, after 10 years of writing and reflection, he finds he has «one last story to tell» 
рус. В 1983 году, после получения Оскара за фильм «Фанни и Александр», Ингмар Бергман ушёл из международного кино. Сегодня, после десяти лет писательства и размышлений, он решил, что у него есть «ещё одна, последняя, история, которую надо рассказать»
Фильм является полу-автобиографическим: картина повествует о тяжёлых первых годах совместной жизни Эрика и Карины (в фильме выведены под именами Генрик и Анна соответственно) — родителей автора сценария ленты, Ингмара Бергмана.
1909 год. Нищий студент-богослов Генрик Бергман влюбляется в Анну Окерблум, девушку из богатой семьи. Вскоре после свадьбы Генрик получает сан и становится пастором в глухой провинции на севере Швеции. Молодая семья переезжает туда, но сил у благородной Анны хватает лишь на несколько лет: она сбегает оттуда к родителям в Уппсалу, не выдержав жизни в глуши и общения с «неотёсанными мужланами». Генрик же не может покинуть свой приход…
Заканчивается фильм на моменте, в котором Анна узнаёт, что беременна вторым сыном — Ингмаром.

## Награды и номинации
Фильм получил Золотую пальмовую ветвь на Каннском кинофестивале в 1992 году. На той же церемонии была награждена исполнительница главной роли, Пернилла Аугуст, как «Лучшая актриса». Кроме того, в 1993 году фильм номинировался ещё на три награды в разных странах, и выиграл одну из них. Примечательно, что это было в первый раз в истории Каннского кинофестиваля, когда супруги получили Пальмовую ветвь за один и тот же фильм, но в разных номинациях (Билле Аугуст — Лучший фильм, Пернилла Аугуст — Лучшая актриса).

## Премьерный показ в разных странах[6]
- Франция — май 1992 (Каннский кинофестиваль); 18 ноября 1992 — широкий экран
- Великобритания — 3 июля 1992
- США — 10 июля 1992
- Нидерланды — 17 сентября 1992
- Швеция — 2 октября 1992
- Германия — 29 октября 1992; 4 февраля 2010 — выход на DVD
- Аргентина — 10 декабря 1992
- Финляндия — 18 декабря 1992
- Испания — 15 января 1993